# Joaquim Lobo
Joaquim Lobo (Maputo, 6 gennaio 1995) è un canoista mozambicano.

## Biografia
Ha vinto la medaglia di bronzo ai Giochi panafricani di Maputo 2011 nel C2 1000 metri, con il connazionale Mussa Tualibudine.
È stato alfiere del Mozambico ai Giochi olimpici estivi di Rio de Janeiro 2016. Nella competizione a cinque cerchi ha gareggiato nel concorso del C2 1000 metri, in coppia con Mussa Chamaune, e quello del C1 200 metri. I due sono stati i primi atleti a rappresentare la nazionale del Mozambico nella Canoa/kayak ai Giochi olimpici.
Ai Giochi panafricani di Rabat 2019 ha vinto la medaglia d'argento nel C1 200 metri.

## Palmarès
- Giochi panafricani

Maputo 2011: bronzo nel C2 1000 metri;
Rabat 2019: argento nel C1 200 metri;